# Tranvia Monza-Carate
La tranvia Monza-Carate era una linea tranviaria interurbana che collegava Monza a Carate Brianza tra il 1880 e il 1960.
Realizzata come tranvia a vapore, la sua elettrificazione comportò di fatto la ricostruzione del tracciato su buona parte del percorso.

## Storia

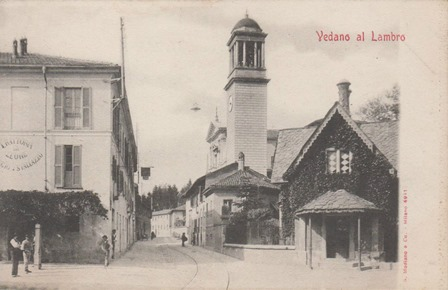
Vedano in una cartolina d'epoca

Gli eventi della linea si intrecciano con quelli della tranvia Cusano-Cinisello-Monza: Cusano e Carate, rispettivamente dal 1881 e dal 1886, erano collegati a Milano dalla tranvia interurbana a vapore Milano-Carate/Giussano, mentre Monza, a partire dal 1877 era unita alla città ambrosiana da una tranvia a cavalli.

### La costruzione e l'esercizio a vapore
Il 27 aprile 1880, l'ingegner Gioacchino Curti presentò una domanda alla Deputazione provinciale milanese per la costruzione e l'esercizio di una linea che congiungesse Monza a Carate, Mariano Comense e Casatenovo, presso il quale si sarebbe connessa alla tranvia di Barzanò, ma l'impresa non ebbe alcun prosieguo.
La società di trasporti inglese The Lombardy Road Railways Company il 31 dicembre 1886 chiese la concessione per la costruzione e l'esercizio di una nuova linea tranviaria, con trazione a vapore, da erigere lungo il percorso fra Cusano, Monza, Macherio e Carate. La nuova linea fu aperta all'esercizio il 16 luglio 1890 nel tronco Cusano-Monza-Macherio; quello fino a Carate fu inaugurato il 15 novembre. A Carate Brianza la Lombardy impiegò la medesima stazione tranviaria della linea per Seregno e Milano, per cui la nuova linea dovette attraversare il centro storico. Di conseguenza, furono allargate le attuali via San Giuseppe e via Vittorio Emanuele II.
Nel 1916, all'interno di Carate fu costruito un raccordo che univa la tranvia alla scuola elementare Gian Domenico Romagnosi che a seguito degli eventi bellici era stato provvisoriamente tramutato in ospedale. In questo modo i feriti di guerra vi potevano essere trasferiti celermente dalla stazione ferroviaria di Seregno.
A causa delle difficoltà economiche procurate dalla guerra, la Lombardy decise di chiudere il servizio della Monza-Carate a partire dal 1º marzo 1918, mentre l'anno seguente cedette la concessione alla Edison che a sua volta girò la gestione ad una sua controllata: la Tramways a Vapore Interprovinciali di Milano, Bergamo e Cremona (TIP).
La TIP, spinta dalle richieste dei comuni serviti dalla linea, decise di riaprire il servizio tranviario, evento che si verificò l'11 maggio 1919.

### La STEL e l'elettrificazione

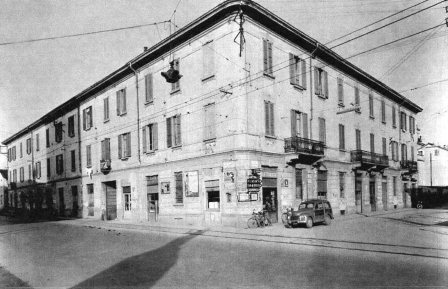
Biassono nel 1950

Con Regio Decreto 16 ottobre 1924, n. 1871, l'esercizio della tranvia interurbana passò alla Società Trazione Elettrica Lombarda (STEL) che iniziò un programma di elettrificazione secondo lo standard delle linee ereditate dalla Edison, ovvero in corrente continua a 600 volt.
Il primo progetto ad essere completato fu il tronco Regio Parco – Vedano costruito allo scopo di soddisfare le esigenze dell'autodromo di Monza e dell'ippodromo. La nuova linea si affiancava all'originaria tranvia a vapore in quanto considerata a livello di esercizio come una prosecuzione della Milano – Monza e fu caratterizzata dal cosiddetto anello di Vedano. Questo era un tronco in sede promiscua che percorreva le attuali via Villa, via Italia, via IV Novembre e via Cesare Battisti, consentendo il ribattimento delle elettromotrici senza dover effettuare manovre. I lavori si svolsero durante il 1925, concludendosi poco prima del Gran Premio d'Italia.
Per il tronco Vedano-Macherio-Carate Brianza fu necessario attendere la costruzione della strada provinciale Monza-Macherio che permise tra l'altro lo scavalco a livelli sfalsati della ferrovia Seregno-Bergamo. Fu inoltre necessario costruire una variante che aggirasse il centro storico di Carate, le cui strade erano ormai inadatte al nuovo tipo di traffico tranviario. I lavori si svolsero nel 1932; la prima corsa di prova si tenne il 16 ottobre, mentre l'esercizio fu aperto il 7 novembre. Contestualmente si chiuse il vecchio tronco Monza San Biagio-Vedano che fu sostituito da quello costruito nel 1925: il capolinea monzese fu quindi trasferito in via Manzoni all'angolo con Largo Mazzini. Con la nuova infrastruttura il tempo di percorrenza fu ridotto a venti minuti, mentre le corse aumentarono dalle quattro coppie giornaliere del 1922 a diciassette coppie.

### L'esercizio dell'ATM
L'Azienda Tranviaria Milanese (ATM) rilevò l'esercizio della linea il 1º luglio 1939.
Nel dopoguerra, alcune corse furono prolungate fino a Milano, instradando i convogli tranviari sulla Milano – Monza.
Nel marzo 1956 l'ATM avviò un servizio automobilistico fra Monza e Vedano che l'anno seguente fu prolungato fino a Giussano. Il percorso di questo, fino a Carate, era parallelo a quello tranviario per cui l'utenza di quest'ultimo progressivamente si spostò sui mezzi gommati. L'ATM prese la decisione di tagliare il servizio: il 15 maggio 1960 terminò dunque l'esercizio. I binari furono disarmati l'anno seguente e le motrici furono trasferite presso il deposito di Desio.

## Caratteristiche
La linea era una tranvia interurbana a binario semplice lunga circa 12 km con scartamento ordinario di 1445 mm, armata con rotaie Vignoles da 21 e da 24 kg al metro lineare.
La trazione della tranvia inizialmente era affidata a locomotive a vapore. Dal 1925, per il solo tratto Regio Parco – Vedano, e dal 1932, sul restante tracciato, fu elettrificata con alimentazione a 600 volt in corrente continua. Due sottostazioni elettriche rifornivano la linea di contatto: quella di Monza Borgazzi e quella di Albiate Brianza, quest'ultima appositamente costruita per la Monza-Carate.

### Percorso
| Unused urban continuation backward | Unused urban continuation backward |  |

| Unknown route-map component "uexBHF" | Unknown route-map component "uexBHF" |  |

| Unknown route-map component "uexSTR2" | Unknown route-map component "uexSTR3" |  |

| Unknown route-map component "uexSTR+1" | Unknown route-map component "uexSTR+4" |  |

| Unknown route-map component "uexBHF" | Unknown route-map component "uexBHF" |  |

| Unknown route-map component "uexBHF" | Unknown route-map component "uexBHF" |  |

| Unknown route-map component "dCONTgq" | Unknown route-map component "uxmKRZo" | Unknown route-map component "uxmKRZ" | Unknown route-map component "dCONTfq" |  |

| Unknown route-map component "uexBHF" | Unknown route-map component "uexBHF" |  |

| Unknown route-map component "uexBHF" | Unknown route-map component "uexBHF" |  |

| Unknown route-map component "uexBHF" | Unknown route-map component "uexBHF" |  |

| Unused straight waterway | Unknown route-map component "uexBHF" |  |

| Unknown route-map component "d" | Unknown route-map component "uexKRWl" | Unknown route-map component "uexKRWg+r" + Unknown route-map component "uexSTR+l" | Unknown route-map component "uexcdSTRq" | Unknown route-map component "cd" + Unknown route-map component "uexSTR+r" |

| Unknown route-map component "d" |  | Unknown route-map component "uexABZg+l" | Unknown route-map component "uexcdSTRq" + Unknown route-map component "uexlBHF" | Unknown route-map component "cd" + Unknown route-map component "uexSTRr" |

| Unknown route-map component "uexBHF" |

|  | Unknown route-map component "uexKRWgl" | Unknown route-map component "uexKRW+r" |

|  | Unknown route-map component "uexBHF" | Unused straight waterway |

| Unknown route-map component "uexCONTgq" | Unknown route-map component "uexSTRr" | Unused straight waterway |

|  |  | Unknown route-map component "uexBHF" |

|  |  | Unused urban continuation forward |

Durante l'esercizio della Lombardy, la stazione capolinea di Monza era posta all'incrocio fra le vie Andrea Appiani e Alessandro Volta ed era dotata di fabbricato viaggiatori, ancora esistente, e di una rimessa locomotive.
La tranvia proseguiva lungo via Volta fino a raggiungere l'incrocio con via Cesare Battisti, dove curvava in direzione del parco di Villa Reale. Giunta all'incrocio con viale Brianza, la linea imboccava questa strada in direzione di Vedano percorrendola in sede promiscua fino ad entrare nell'abitato di Vedano al Lambro, lungo l'attuale via Santo Stefano.

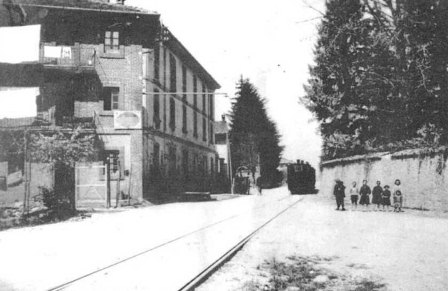
Vedano, via Battisti, 1925

Uscendo da Vedano, la tranvia percorreva un rettifilo e quindi giungeva all'abitato di Biassono, che veniva attraversato tramite un percorso interno. Successivamente entrava in Macherio, passando per via Milano e attraversando a raso la ferrovia Seregno-Bergamo. Utilizzando quindi la vecchia strada, poi sostituita dalla provinciale Monza-Carate, la tranvia entrava anche all'interno dei centri di Sovico e di Albiate. Giunta a Carate, la linea imboccava il centro storico, percorrendo le vie Dante Cesana e San Giuseppe. Concludeva il suo percorso in via Francesco Cusani, dove si trovavano la stazione tranviaria e la rimessa locomotive, comuni con la Milano-Carate/Giussano.
A seguito dell'elettrificazione, il tracciato fu profondamente modificato, pur mantenendo i collegamenti tra i comuni sopracitati. La STEL ottenne di poter affiancare la nuova linea al tracciato stradale della provinciale Monza-Carate, allora in costruzione; di conseguenza il percorso tranviario fu spostato ad occidente rispetto al precedente. In particolare a Vedano proseguiva lungo via Cesare Battisti, a Biassono percorreva via Cesana e via Porta d'Arnolfo, mentre a Macherio il tracciato affiancava via Alessandro Volta utilizzando il viadotto che scavalcava la linea ferroviaria. A Carate, il nuovo percorso aggirava ad oriente il centro storico: la tranvia s'immetteva lungo il tracciato via Mosé Bianchi – via San Michele al Carso – via Giuseppe Mazzini – Corso della Libertà. A Monza, invece, fu abbandonato lo scalo di San Biagio a favore di quello di largo Mazzini, all'incrocio con l'attuale via Manzoni.
Il cosiddetto anello di Vedano, costruito per favorire i servizi passeggeri specifici per l'autodromo di Monza, consisteva in un tracciato a binario semplice che percorreva via Villa, viale Italia, via IV Novembre e via Cesare Battisti. Presso viale Italia era inoltre presente un tronchino lungo 184 metri per la sosta delle motrici.